# Przestrzeń (matematyka)

Hierarchia przestrzeni (od szczególnych do bardziej ogólnych): skalarna (niebieska), unormowana (zielona), metryczna (żółta), topologiczna (czerwona).

Przestrzeń – zbiór „nadrzędny”, który zawiera inne zbiory, rozważane np. w danym dziale analizy matematycznej. Także: synonim pojęcia struktury matematycznej w celu skrócenia wypowiedzi.
Dodatkowe określenie (np. przestrzeń ilorazowa) wskazuje na typ elementów zbioru oraz rodzaj zdefiniowanych na nim relacji i działań. Niektóre przestrzenie (np. Banacha i Hilberta) mogą opierać się na tym samym zbiorze, różniąc się jedynie działaniami.
Przestrzenie matematyczne mogą tworzyć hierarchię, gdzie dany typ przestrzeni posiada, oprócz cech właściwych sobie, także wszystkie cechy typu przestrzeni, z której się wywodzi. Np. wszystkie przestrzenie unitarne (z iloczynem skalarnym) są również unormowanymi przestrzeniami wektorowymi (ale nie odwrotnie – dlatego mamy hierarchię) ponieważ iloczyn skalarny {\displaystyle \langle x,x\rangle } indukuje normę {\displaystyle \left\|x\right\|} wg wzoru:
{\displaystyle \left\|x\right\|={\sqrt {\langle x,x\rangle }}.}
W węższym znaczeniu przestrzeń to, obok punktu, prostej oraz płaszczyzny jedno z podstawowych pojęć pierwotnych geometrii absolutnej i geometrii euklidesowej.